# Ulrika Eleonora Sparre af Söfdeborg
Ulrika Eleonora Sparre af Söfdeborg, född 17 april 1724 i Karlskrona, Blekinge län, död 6 juli 1747 i Klara församling i Stockholm, var en svensk grevinna och hovfröken.

## Biografi

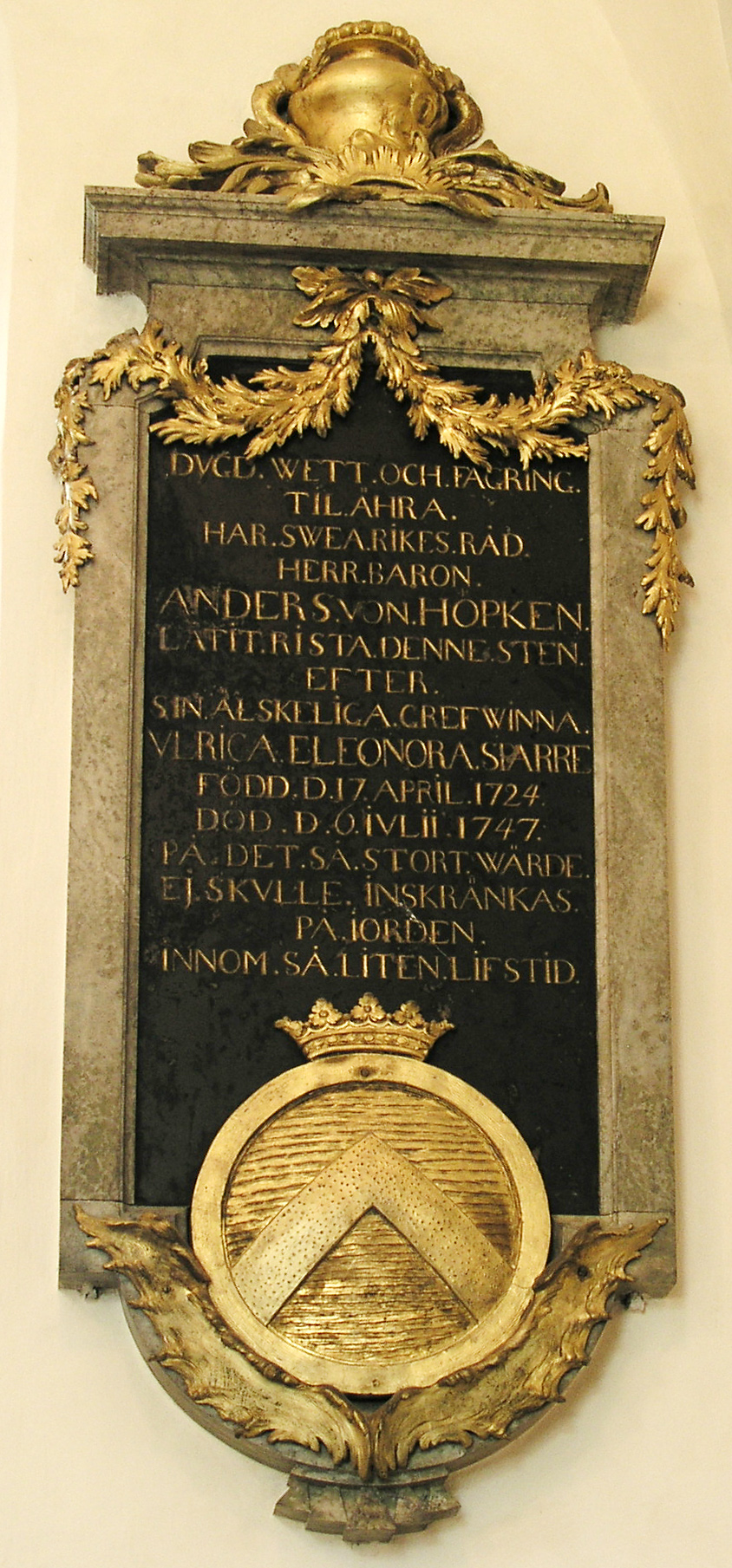
Ulrika Eleonora Sparres epitafium i Salems kyrka.

Ulrika Eleonora Sparre af Söfdeborg föddes 1724 i Karlskrona. Hon var dotter till riksrådet, överamiralen och presidenten, greve Claes Sparre af Söfdeborg och Sofia Lovisa Soop. Sparre var hovfröken hos drottning Ulrika Eleonora. 
Sparre gifte sig 20 maj 1744 med riksrådet och kanslipresidenten, friherre Anders Johan von Höpken (1712–1789). De fick tillsammans sonen Fredrik Ulrik (Vilhelm) von Höpken (1745–1766).
Sparre avled 1747 och begravdes i Salems kyrka, där hennes make lät sätta upp ett epitafium av marmor. Minnesdikter över henne skrevs av Olof von Dalin och Henrik Anders Löfvenskiöld.